# 8064 Lisitsa
8064 Lisitsa è un asteroide della fascia principale. Scoperto nel 1978, presenta un'orbita caratterizzata da un semiasse maggiore pari a 2,7888996 UA e da un'eccentricità di 0,2017484, inclinata di 7,57115° rispetto all'eclittica.